# Schoenolirion wrightii
Schoenolirion wrightii là một loài thực vật có hoa trong họ Măng tây. Loài này được Sherman miêu tả khoa học đầu tiên năm 1979.